# Bodil Ipsen
Pour les articles homonymes, voir IPSEN.
Bodil Ipsen, née le 30 août 1889 à Copenhague, au Danemark, et morte dans cette ville le 26 novembre 1964 , est une réalisatrice et actrice danoise.

## Filmographie sélective

### Comme réalisatrice
- 1942 : Princesse des faubourgs (Afsporet)
- 1942 : En herre i kjole og hvidt (A Gentleman in Top Hat and Tails)
- 1943 : Drama på slottet
- 1944 : Mordets melodi (Murder Melody)
- 1944 : Besættelse
- 1945 : La terre sera rouge (De røde enge)
- 1947 : Bröllopsnatten (Wedding Night)
- 1948 : Støt står den danske sømand
- 1950 : Café Paradis
- 1951 : Det sande ansigt

## Honneurs
Bodil Ipsen a reçu la médaille honorifique danoise Ingenio et Arti en 1922.